# Gelis longistylus
Gelis longistylus là một loài tò vò trong họ Ichneumonidae.